# جيسيكا هاركورت
جيسيكا هاركورت (بالإنجليزية: Jessica Harcourt)‏ هي ممثلة أسترالية، ولدت في 1906، وتوفيت في 1988.

## وصلات خارجية
- جيسيكا هاركورت على موقع IMDb (الإنجليزية)